# John Møller
John "Ujût" Peter Christian Møller (19. listopadu 1867, Nuuk – 9. července 1935, Nuuk) byl grónský fotograf, tiskař, tlumočník, ornitolog, člen několika expedic a zemský rada zasedající v první jihogrónské zemské radě.

## Životopis

### Mládí a vzdělávání
John Møller byl nejstarším synem knihtiskaře a redaktora Larse Møllera a jeho manželky Louise Malene Kristiane Rasmussenové. Jeho mladším bratrem byl kreslíř a malíř Stephen Møller (1882–1909).
Ještě před svým biřmováním pomáhal John Møller svému otci v tiskárně v Nuuku, kterou založil Hinrich Johannes Rink. V roce 1881 zde na otcovo přání nastoupil do učení, ačkoli by byl mnohem raději lovcem. V patnácti letech dostal svůj první kajak. V roce 1887 odplul do Dánska na palubě lodi Ceres, kde se dále vzdělával. Na lodi se naučil dánštinu a na žádost inspektora Carla Julia Petera Ryberga se Møller v Kodani učil také fotografovat a zinkovat. V roce 1889 se vrátil do Nuuku na lodi Hvidbjørnen. Po příjezdu fotografoval Fridtjofa Nansena, který právě dokončil svou grónskou expedici. Od té doby pracoval pod vedením svého otce v tiskárně. Johnovy nově nabyté znalosti znamenaly, že místo litografií nyní vznikala díla tištěná blokem. Dne 3. listopadu 1889 se Møller poprvé oženil s Marianou Ingeborg Karitas Nielsenovou (1870–1913). Po smrti své první ženy se 13. dubna 1914 oženil se Sofií Kristine Charlotte Kristiansenovou (1893–1929). Prostřednictvím své dcery Charlotte byl pak tchánem misionáře Julia Olsena (1887–1972).

### Fotografem
John Møller si v tiskárně zřídil fotografický ateliér Godthaab's photographiske Anstalt (grónsky Nûngme tarrarssugkanik ássilialiorfik / Nuummi tarrasukkanik assilialiorfik). Byl prvním profesionálním fotografem v Grónsku, během desetiletí zde pořídil několik tisíc fotografií, z nichž se dodnes dochovalo asi 3000 fotografických desek. Většina snímků byla pořízena v Johnově rodném městě a pracovišti, Nuuku, ostatní byly pořízeny převážně v jižním Grónsku. Ty pořizoval až do roku 1913, kdy cestoval s jihogrónským inspektorem jako jeho tlumočník, stejně jako před ním jeho otec.
Nejčastějšími náměty na fotografiích Johna Møllera byly individuální nebo rodinné portréty. Jiné zachycují lovce při práci na kajacích. Poslední velká skupina snímků zobrazuje místa a krajiny. Fotografie jsou uloženy v Grónském národním archivu. V letech 1954 až 1955 byly zapůjčeny Dánské královské knihovně, kde byly dvě třetiny z nich okopírovány. Následně byly fotografie spolu s dobovými svědky kapitánem Johannesem Ballem a jeho synovcem, knihovním poradcem Poulem Edingerem Ballem, interpretovány z hlediska motivů.
Fotografie Johna Møllera lze nalézt jako ilustrace v mnoha vědeckých knihách. Dřívější poměry v Grónsku podrobně popsal také v knize Knuda Oldendowa Traek af kolonien Godthaabs historie, 1728-1928. Jeho díla byla poprvé veřejně vystavena na Dansk Fotografisk Forening v roce 1894 a výstava jeho fotografií se konala také v Dánské královské knihovně v roce 1957 u příležitosti 100. výročí tisku.

### Další práce
Největším koníčkem Johna Møllera zůstal po celý život rybolov a lov. Již v mládí jezdil jednou týdně na kajaku na lov, později lovil tuleně, síhy a hranáče. I když se v Grónsku objevily motorové čluny, pokračoval v propagaci tradičního lovu na kajaku. Jako rybářský poradce také v Grónsku obnovil lov keporkaků.
Další velkou zálibou Johna Møllera byla ornitologie. Sbíral četné ptáky, sám je vycpával a daroval je muzeím a výstavám. Poskytl tak také Knudu Oldendowovi potřebný materiál pro jeho knihu Fugleliv i Grønland z roku 1933. V roce 1925 jako amatérský ornitolog a znalec Grónska doprovázel Eilera Theodora Lehna Schiølera na jeho ptačí expedici po Grónsku a byl účastníkem The Oxford University Greenland Expedition 1928. V roce 1907 poprvé nalezl v Grónsku druh kajky Somateria mollissima dresseri a v roce 1923 první druh Bartramie.
John Møller byl jako politicky zainteresovaná osoba členem Forstanderskaberu, než byl v roce 1911 poprvé zvolen do městské rady Nuuku. Současně byl zvolen také do první Jihogrónské zemské rady, kde setrval po dobu jednoho funkčního období až do roku 1916. V roce 1915 byl znovu zvolen do obecní rady, a to až do roku 1919. V této době se zasazoval především o lepší vzdělání a v roce 1922 inicioval vznik první grónské učebnice lovu, do níž sám přispěl třemi kapitolami o rybolovu a lovu keporkaků.

### Důchod a smrt
V roce 1922 Johnův otec ve věku 80 let tiskárnu opustil a předal její vedení svému synovi, od něhož ji již po několika týdnech převzal Kristoffer Lynge. V témže roce se z tiskárny přestěhoval fotografický ateliér. V roce 1927 odešel Møller do důchodu, v roce 1931 získal Řád Dannebrog, nosil také stříbrný řád Kongelige Belønningsmedalje s korunkou.
Zemřel v létě 1935 ve věku 67 let při chřipkové epidemii.